# 国際連合安全保障理事会決議664
国連安全保障理事会決議664（こくさいれんごうあんぜんほしょうりじかいけつぎ664、英: United Nations Security Council Resolution 664）は、1990年8月18日に国際連合安全保障理事会で採択された決議である。クウェート侵攻に関係する。
安保理は、過去の決議（660、661、662）を再確認した上で、イラクに国際法の下の義務と国際連合憲章第7章に基づく行動を想起させ、イラクとクウェートから第三国の市民の出国を許可し促進するように求めた。calling for consular and diplomatic access to the third state nationals.
また、イラクに対して国民を危険にさらすような行動をとらないように求め、クウェート併合が違法であると再確認し、クウェートの領事館と在外公館の閉鎖命令と外交特権の取消命令を撤回するように要求した。
さらに、クウェート侵攻の開始時点でイラクとクウェートには数千人の外国人が滞在しており、戦略的な位置で外国人を人間の盾とするイラクの決定を非難した。
最後に、国連のハビエル・ペレス・デ・クエヤル事務総長に対して、可能な限り早く、決議の履行について報告するように求めた。